# کالین روو
کالین روو (انگلیسی: Colin Rowe؛ ۲۷ مارس 1920 – ۵ نوامبر ۱۹۹۹) مورخ معماری، منتقد، نظریه‌پرداز و معلم طبعهٔ آمریکای بریتانیایی‌تبار بود. او تا سال 1962 استاد دانشگاه کمبریج بود و در این مدت شاگردانی چون پیتر آیزنمن را تربیت کرد، بعد به آمریکا رفت و در دانشگاه های متعددی، از جمله دانشگاه کرنل و دانشگاه تگزاس در آستین تدریس کرد.